# Cueva Ventana (Arizona)
Cueva Ventana (en inglés: Ventana Cave) es un sitio arqueológico en el sur del estado estadounidense de Arizona. Se encuentra ubicado en la reserva indígena Tohono O'odham. La cueva fue excavada por Emil Haury y Hayden Julian en 1941-42. Los artefactos de la Cueva Ventana más profundos fueron recuperados de una capa de escombros volcánicos que también contenía caballos del Pleistoceno, y otras especies extintas y modernas. Una punta de proyectil de la capa de escombros volcánicos se comparó con la Tradición de Folsom y más tarde con la cultura Clovis, pero el conjunto era lo suficientemente peculiar como para justificar un nombre distinto - el complejo de la Ventana. Las fechas de radiocarbono de la capa de escombros volcánicos indican una edad de alrededor de 11.300 años antes del presente.